# Медичні довідники Дорланда
Dorland's — це торгова марка ряду медичних довідників (включаючи словники, орфографічні довідники та програмне забезпечення для перевірки правопису) у різних інформаційних носіях, що охоплюють друковані книги, компакт-диски та Інтернет-ресурси. Флагманською продукцією є Ілюстрований медичний словник Дорланда (на цей час 32-ге видання) та Кишеньковий медичний словник Дорланда (наразі 29-те видання). Основний словник вперше вийшов 1890 року як Американський ілюстрований медичний словник на 770 сторінках. Кишенькове видання під назвою Американський кишеньковий медичний словник вперше вийшло 1898 року та мало трохи понад 500 сторінок.
Зі смертю в 1956 році редактора Вільяма Олександра Ньюмана Дорланда, доктора медичних наук, словники були перейменовані, щоб включити безпосередньо в назву його ім'я, під яким вони в широкому вжитку й були відомими раніше. Ілюстрований словник зріс до 2208 сторінок у 31-му виданні.
Словники історично видавалися видавництвом Saunders.

## Перелік товарів

### Англомовні оригінали, опубліковані Saunders
- American Illustrated Medical Dictionary
- American Pocket Medical Dictionary (до 1956)
- Dorland's Illustrated Medical Dictionary (на даний час 32-е видання)
- Dorland's Illustrated Medical Dictionary на CD-ROM
- Dorland's Illustrated Medical Dictionary online
- Dorland's Pocket Medical Dictionary (на даний час 27-е видання)
- Dorland's Pocket Medical Dictionary на CD-ROM
- Dorland's Electronic Medical Speller CD-ROM (різні версії)
- Dorland's Alternative Medicine Word Book for Medical Transcriptionists (2003) (ISBN 0721695221)
- Dorland's Dentistry Word Book for Medical Transcriptionists (2003) (ISBN 0721693938)
- Dorland's Pediatrics Word Book for Medical Transcriptionists (2003) (ISBN 0721695248)
- Dorland's Psychiatry Word Book for Medical Transcriptionists (2003) (ISBN 072169523X)
- Dorland's Dermatology Word Book for Medical Transcriptionists (2002) (ISBN 0721695264)
- Dorland's Laboratory/Pathology Word Book for Medical Transcriptionists (2002) (ISBN 0721695256)
- Dorland's Medical Equipment Word Book for Medical Transcriptionists (2002) (ISBN 0721695213)
- Dorland's Gastroenterology Word Book for Medical Transcriptionists (2001) (ISBN 072169389X)
- Dorland's Immun. & Endocrinology Word Book for Medical Transcriptionists (2001) (ISBN 072169392X)
- Dorland's OB/GYN Word Book for Medical Transcriptionists (2001) (ISBN 0721693911)
- Dorland's Orthopedic Word Book for Medical Transcriptionists (2001) (ISBN 0721693903)
- Dorland's Plastic Surgery Word Book for Medical Transcriptionists (2001) (ISBN 0721693954)
- Dorland's Cardiology Word Book for Medical Transcriptionists (2000) (ISBN 072169151X)
- Dorland's Neurology Word Book for Medical Transcriptionists (2000) (ISBN 0721690785)
- Dorland's Radiology/Oncology Word Book for Medical Transcriptionists (2000) (ISBN 0721691501)
- Dorland's Dentistry Speller (1994)
- Dorland's Medical Speller (1992)
- Dorland's Cardiology Speller (1992)
- Dorland's Medical Abbreviations (1992)

### Перекладені спільні видання, видані партнерами
Окрім видань Саундерса англійською мовою, у всьому світі було також численні перекладені спільні видання. Нижче наведено останні перекладені спільні видання флагманського продукту Ілюстрований медичний словник Дорланда, а також мови перекладу та імена видавців:
- Китайська (28-ме видання) — Xi'an World Publishing Corp., Сіань, Китай
- Індонезійська (26-те видання) — EGC Medical Publishers, Джакарта, Індонезія
- Італійська (28-ме видання) — Edizioni Scientifiche Internazionali (ESI), Мілан, Італія
- Японська (28-ме видання) — видавнича компанія «Хірокава», Токіо, Японія
- Португальська (28-ме видання) —Editiora Manole Ltda., Сан-Паулу, Бразилія
- Іспанська (30-те видання) — Elsevier España, SA, Мадрид, Іспанія
- В'єтнамська (30-те видання) — Медичне видавництво One Member Company Limited, Ханой, В'єтнам
- Українська (29-те видання) — Видавничий дім «Наутілус», Львів, Україна (2002)
- Українська (30-те видання) — Видавничий дім «Наутілус», Львів, Україна (2007)

#### Українські видання словника Дорланда
У 2002 році переклад Ілюстрованого медичного словника Дорланда, а саме його 29-го видання 2000 року, був виданий у двох томах і в Україні Видавничим домом «Наутілус» із залученням великої команди редакторів під егідою найавторитетнішого академічного видання Української енциклопедії ім. М. П. Бажана. Головні редактори видання: проф. Павло Джуль, проф. Борис Зіменковський. Видання надруковане на спеціальному папері у Словаччині тиражем 2000 примірників коштом Григорія Малиновського.
А в 2007 видавничий дім «Наутілус» видав уже 30-те видання Дорланда, на цей раз українсько-англійське та з повнокольоровими ілюстраціями. Від 2014 року доступна електронна публікація останнього видання у вигляді e-Book.

## Видавництво W.B. Saunders
Dorland's випускався більше століття компанією WB Saunders Company, яка протягом більшої частини того часу була незалежним медичним видавцем. У 1980-х і 1990-х WB Saunders був придбаний спочатку CBS, а потім Harcourt. Сьогодні компанія поглинена Elsevier.

## Зовнішні посилання
- Вебсайт Dorland — копія Ілюстрованого медичного словника Dorland тут вимагає попереднього володіння наявною копією словників Dorland.
- Версія, надана Безкоштовним словником [Архівовано 3 березня 2021 у Wayback Machine.] — «Основними джерелами Медичного словника TheFreeDictionary є Медичний словник Американської Спадщини® Стедмана, Друге видання та Медичний словник Дорланда для споживачів охорони здоров'я [...].»